# 朗日
朗日（法語：Langy，法語發音：[lɑ̃ʒi]）是法国阿列省的一个市镇，位于该省中东部偏南，属于维希区。

## 地理
朗日（46°16'3"N, 3°28'19"E）面积7.36 平方千米，位于法国奥弗涅-罗讷-阿尔卑斯大区阿列省，该省份为法国中部省份，北起涅夫勒省、西北接谢尔省，西南至克勒兹省，南至多姆山省，东南临卢瓦尔省，东临索恩-卢瓦尔省。
与朗日接壤的市镇（或旧市镇、城区）包括：布塞、克雷希、龙热尔、圣热朗勒皮、桑萨。

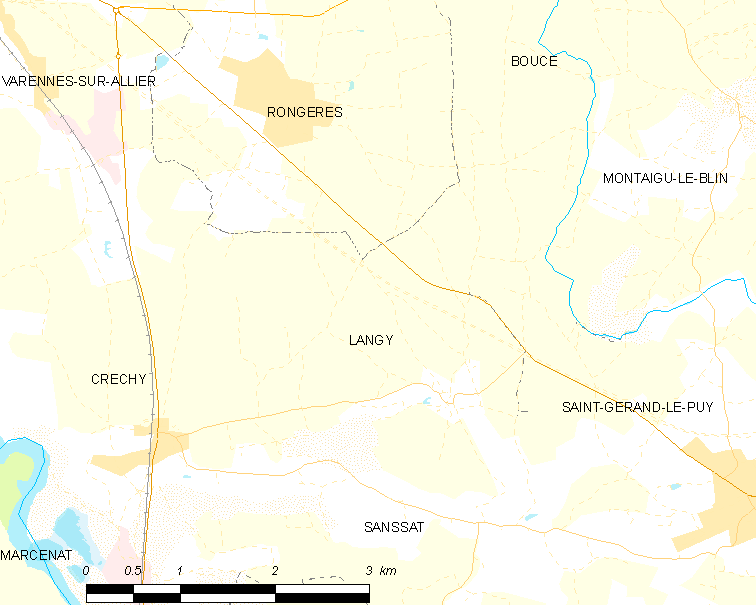
朗日的OSM定位图

朗日的时区为UTC+01:00、UTC+02:00（夏令时）。

## 行政
朗日的邮政编码为03150，INSEE市镇编码为03137。

## 政治
朗日所属的省级选区为锡乌勒河畔圣普尔桑县。

## 人口

1962-2008年间朗日人口变化图示

朗日于2022年1月1日时的人口数量为274人。